# Newborn (Georgia)
Newborn è un comune degli Stati Uniti d'America, situato nello Stato della Georgia, nella contea di Newton.